# Precursor

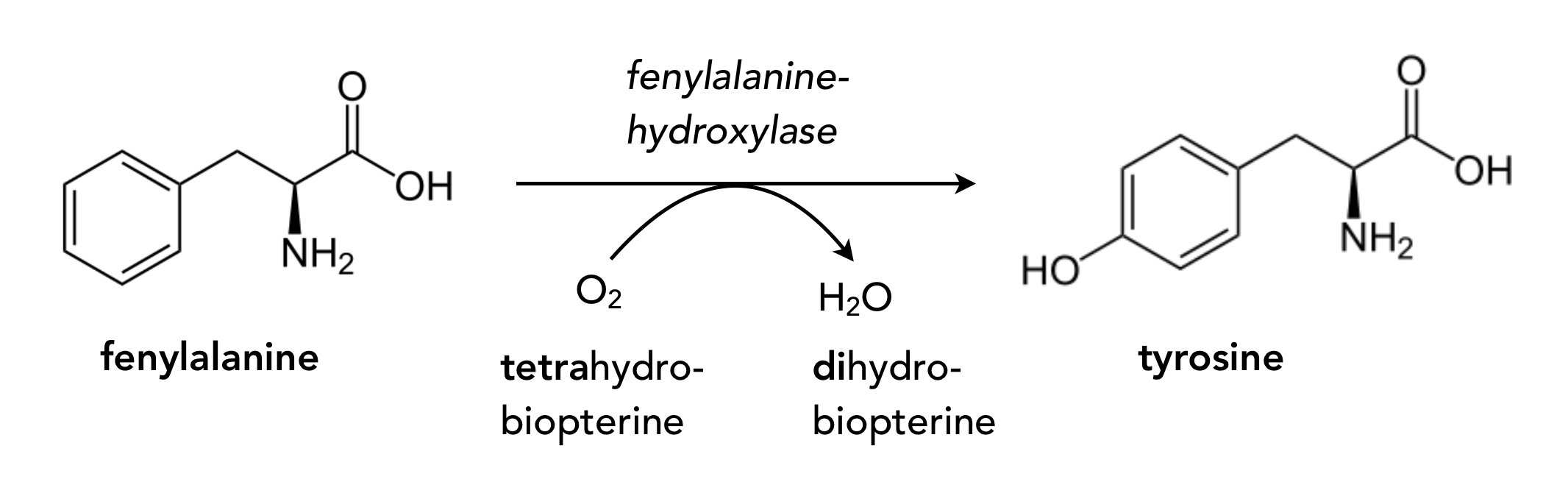
Fenylalanine is een precursor van tyrosine.

Een precursor of uitgangsstof is een chemische stof die tijdens een reactie in een andere stof wordt omgezet. Het gaat daarbij in het algemeen om een samengestelde chemische reactie. Een precursor is een reactant die aan het eindproduct binnen de reactie voorafgaat. De reactanten tussen de precursor en het eindproduct worden intermediair genoemd. Dat heeft in de biochemie vaak betrekking op een reactiepad of een stofwisselingsroute. 
Progesteron is bijvoorbeeld een precursor van alle steroïdhormonen, zoals cortisol, testosteron en oestradiol. Het aminozuur fenylalanine is een precursor van tyrosine. Een pro-enzym of zymogeen is bijvoorbeeld een chemisch niet-actief eiwit, een proteïne-precursor van een enzym, dat via enkele reacties in een actief enzym kan worden omgezet. De enzymen zelf worden soms onterecht als een precursor beschouwd, omdat hun aanwezigheid zorgt voor de synthese van een nieuwe stof. Enzymen zijn geen echte precursors, omdat ze zelf niet in de nieuwe stof worden opgenomen en na de reactie weer vrij beschikbaar zijn. Het zijn katalysatoren.  
Precursors komen ook buiten de scheikunde voor: een grondstof in de industrie als 'voorloper' voor een bepaald eindproduct, vaak de stof van interesse of een voorlopercel in de biologie kunnen ook precursors worden genoemd. 